# Tuanake
Tuanake ou Mata-rua-puna est un atoll situé dans l'archipel des Tuamotu en Polynésie française. Il compose le sous-groupe des Îles Raevski avec Tepoto Sud et Hiti. Il est administrativement rattaché à la commune de Makemo.

## Géographie
Tuanake est situé à 7,5 km à l'ouest de Hiti, l'île la plus proche, et à 545 km à l'est de Tahiti. C'est un petit atoll semi-circulaire de 9,5 km de longueur et 6,5 km de largeur maximales pour une surface émergée de 6 km2. Son lagon de 26 km2 est accessible par une passe très peu profonde située au sud.
Tuanake a été longtemps inhabité de manière permanente, mais le recensement de 2017 y dénombre six habitants.

## Histoire
La première notification de cet atoll a été faite par l'explorateur russe Fabian Gottlieb von Bellingshausen le 15 juillet 1820 qui le nomme « Île Raevski, ». Lors de son expédition, le navigateur américain Charles Wilkes l'aborde le 20 décembre 1840, notifie le nom de « Tunaki » et le dénomme Reid Island.
Au XIXe siècle, Tuanake devient un territoire français peuplé alors de quelques habitants autochtones qui obéissent au chef de Katiu tout comme les atoll Tepoto Sud et Hiti.

## Économie
La pêche traditionnelle est pratiquée avec l'utilisation de deux parcs à poissons localisés sur des hoas au Sud de l'atoll. Depuis quelques années, Tuanake est exploité par les habitants de Katiu pour la pêche aux holothuries à des fins d'exportation vers l'Asie.

## Faune et flore
La présence d'individus des espèces Acrocephalus atyphus et de Gallicolumba erythroptera – espèce extrêmement menacée avec seulement environ cent individus recensés dans le Pacifique – a été rapportée à Tuanake ainsi qu'une population endémique de Chevaliers des Tuamotu.